# Commanderie de Rampillon
La commanderie de Rampillon est une ancienne commanderie hospitalière des Hospitaliers de l'ordre de Saint-Jean de Jérusalem, implantée dans le bourg de Rampillon dans le département de la Seine-et-Marne, en région Île-de-France.

## Situation
La commanderie de Rampillon est située à quatre kilomètres à l'est de la ville de Nangis, à proximité de la route reliant Paris à Provins puis Troyes. Elle est ainsi à un emplacement économique important le long des chemins menant aux foires de Champagne.
Elle est également située à cinq kilomètres au sud d'une autre commanderie hospitalière, celle de La Croix-en-Brie.
Elle est implantée dans le comté de Champagne, près de la frontière avec le domaine royal.

## Histoire

### Fondation
Des lettres de l'official de Sens nous indique qu'en 1264, le chevalier Jacques, seigneur de Rampillon, fait don pour le salut de son âme de tout ce qu'il possède à Rampillon, à savoir sa maison avec ses dépendances, des terres à Murger ainsi que des censives devant le moulin des frères, ce qui laisse entendre que l'ordre de Saint-Jean de Jérusalem était déjà en possession de biens dans ce village.
Le commandeur est alors seul seigneur de Rampillon, et les hospitaliers y établissent une commanderie ainsi que l'église Saint-Éliphe.

### Dépendances

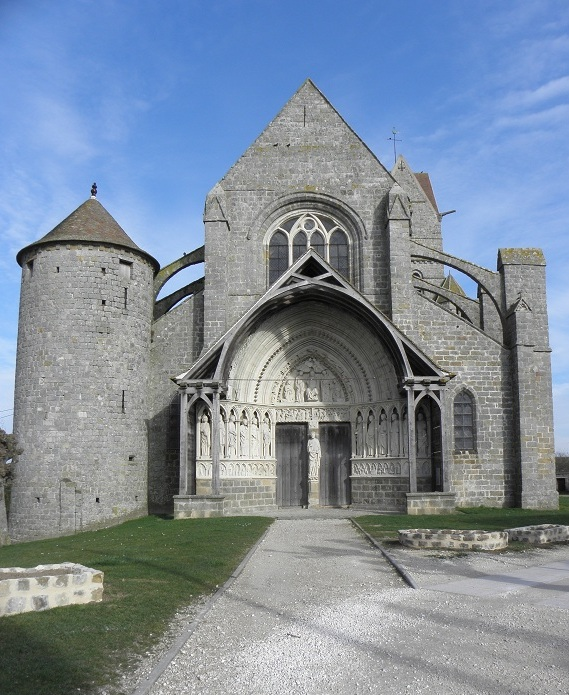
Façade occidentale de l'église Saint-Éliphe de Rampillon, qui faisait partie de la commanderie.

Les dépendances de la commanderie de Rampillon sont :
- Ferme de La Boulaye, située sur le  territoire de Rampillon[2].
- Ferme des Vaux, située sur le  territoire de Rampillon, vendues aux Hospitaliers par les moines de l'abbaye Saint-Martin de Tours[3].
- Le Bois de la Lune, situé sur le  territoire de Rampillon[4].
- Le Bois de l'Hôpital, situé sur le  territoire de Rampillon près de la ferme de la Laiguerie[5].

### Dissolution
La commanderie est incendiée en 1432 par les Anglais lors de la guerre de Cent Ans et n'est pas reconstruite. Il ne reste plus aujourd'hui que l'église Saint-Éliphe ainsi qu'une tour qui y est accolée.
La commanderie de Rampillon, ainsi que ses domaines, est alors réunie à celle de La Croix-en-Brie, dont elle devient un membre.